# 色界
色界，或稱色界天，又稱色地（rūpa-bhūmi），佛教術語，世界的三界（欲界、色界及無色界）之一。

## 概论
據佛典說法，此界位於欲界之上。此界天人，仍保有色身（物質身），而已無欲樂，故色界天人色身，無有男女相，有別於欲界眾生的色身樣貌。此界眾生，其衣自然而至，以光明為食物及語言。
依所入禪定能至之淺深次第，分為四地（梵語：Bhūmi），相應於此界之「四禪天」（四靜慮天）。细分为四个层级，每个层级有诸天：
- 初禪，離欲界之苦，而生喜（Prīti）、樂（Sukha），總稱為「離生喜樂」地，相應初禪天。
- 二禪，已無尋（Vitarka）、伺（英语：Vicāra）（Vicara），從定生喜、樂，總稱為「定生喜樂」地，相應二禪天。
- 三禪，離前喜貪，心悅安靜，有勝妙樂（Sukha），總稱為「離喜妙樂」地，相應三禪天。
- 四禪，離前喜、樂，清淨平等，住捨（Upekṣā）受正念（Smṛti），總稱為「捨念清淨」地，相應四禪天。

按照佛教說法，住於初禪乃至四禪天的一切有情，若未獲得解脫道或佛菩提道之見道者，仍屬凡夫，無法脫離六道輪迴。佛教認為外道將欲界及色界四種禪定境界，錯計為涅槃，但此涅槃非能達至解脫的真實涅槃，法相宗著述和《楞嚴經》中稱之為五現涅槃。

### 色界天數
色界諸天之數，佛教部派以及各經論有諸多異說，有十五天、十六天、十七天、十八天，二十一天，乃至於二十二天之數。
大乘佛教通行說法，以初禪之頂為大梵天，二禪之頂為光音天，三禪之頂為遍淨天，四禪之頂為廣果天，每禪各立三天得十二天，加上佛教聖者所在的五淨居天，一共十七天，此為藏傳佛教通說；若再算入無想定得生的無想天則為十八天，《法苑珠林》、《楞嚴經》、《大明三藏法數》載此說，《地藏菩薩本願經》又列名摩醯首羅天。
犢子部的《三法度論》立十五天，初禪三天，二禪三天，大梵天在兩者中間，三禪三天，四禪下中上皆生果實天，再加上無想天，以及淨居天，共計十五天。其淨居天為三天，善現、善見、清淨天，「無煩、無熱、色究竟」視為清淨天的三相。
迦濕彌羅有部，主張大梵王所居即梵輔處，無想天為廣果天所攝，立十六天。
南傳上座部佛教前三禪各立三天得九天，第四禪僅立廣果天，再加上無想天以及五淨居天，而為十六天。

### 簡表
| - 初禪天（又名為梵世天、梵世界）* - 梵眾天〔巴利:Brahmapārisajja；梵: Brahmapāriṣadya，又譯梵眷屬天、梵身天〕。梵身天的原文有時候會是〔巴利；梵:Brahmakāyika〕 - 梵輔天〔巴利；梵: Brahmapurohita〕 - 大梵天〔巴利；梵: mahābrahmā〕 - 二禪天 - 少光天〔巴利:Parittābha；梵: Parīttābha〕 - 無量光天〔巴利:Appamāṇābha；梵: Apramāṇābha〕 - 極光淨天〔巴利:Ābhassara；梵: Ābhāsvara，又譯光音天〕 | - 三禪天 - 少淨天〔巴利:Parittasubha；梵: Parīttaśubha〕 - 無量淨天〔巴利:Appamāṇasubha；梵: Apramāṇaśubha〕 - 遍淨天 〔巴利:Subhakiṇṇa；梵:Śubhakṛtsna〕 - 四禪天 - 無雲天〔梵:Anabhraka，又譯無陰行天、無蔭行天〕 - 福生天〔梵:Puṇyaprasava〕 - 廣果天〔巴利:Vehapphala；梵:Vṛhatphala、Bṛhatphala，又譯果實天〕 | - 無想天〔巴利:Asaññasatta；梵:Asaṃjñasattva〕 - 淨居天 ** - 無煩天〔巴利:Aviha；梵:Avṛha〕 - 無熱天〔巴利:Atappa；梵:Atapa〕 - 善現天〔巴利:Sudassa；梵:Sudṛśa〕 - 善見天〔巴利:Sudassī；梵:Sudarśana〕 - 色究竟天〔巴利:Akaniṭṭha；梵: Akaniṣṭha，又譯有頂天、阿迦膩吒天、阿迦尼吒天〕 |

- 在説一切有部及赤銅鍱部論書中，修下初禪者生於色界最初層梵眾天，犢子部《三法度論》以及正量部《立世阿毘曇論》中修下初禪生於梵輔天，以梵輔天為色界天最初層。
- 在説一切有部及赤銅鍱部論書中，淨居天次序為無煩天到色究竟天，《立世阿毘曇論》的次序為善現天、善見天、無煩天、無熱天及色究竟天，而《三法度論》的淨居天為善現天、善見天及清淨天。

### 色界天數諸說一覽表
| 色界天   | 初禪天                                         | 二禪天                           | 三禪天                             | 四禪天                                                                                         | 備註 |
| -------- | ---------------------------------------------- | -------------------------------- | ---------------------------------- | ---------------------------------------------------------------------------------------------- | --- |
| 十 五 天 | 梵輔天、梵身天、梵眾天、大梵天(初禪、二禪中間) | 少光天、無量光天、光耀天         | 少淨天、無量淨天、遍淨天           | 果實天、無想天、善現天、善見天、淨天(Viśuddha，清淨天)                                         | 1. 犢子部論書作此說 2. 出三法度論                                                                       |
| 十 六 天 | 梵眾天、梵輔天                                 | 少光天、無量光天、極光淨天       | 少淨天、無量淨天、遍淨天           | 無雲天、福生天、廣果天、無煩天、無熱天、善現天、善見天、色究竟天                               | 1. 迦濕彌羅有部師作此說 2. 出雜阿毘曇心論、大毘婆沙論、顯宗論 3. 出中阿含地動經（對應的誦本皆無此文句） |
| 十 六 天 | 梵眾天、梵輔天、大梵天                         | 少光天，無量光天，光音天         | 少淨天，無量淨天，遍淨天           | 廣果天，無想天，無煩天、無熱天、善現天、善見天、色究竟天                                       | 1. 分別說系赤銅鍱部作此說 2. 出分別論、解脫道論                                                         |
| 十 七 天 | 梵眾天。梵輔天。大梵天                         | 少光天。無量光天。極光淨天       | 少淨天。無量淨天。遍淨天           | 無雲天。福生天。廣果天。無煩天。無熱天。善現天。善見天。色究竟天                               | 1. 健馱羅國諸師作此說 2. 出俱舍論、甘露味論、天譬喻                                                     |
| 十 七 天 | 梵眾天。梵輔天                                 | 少光天。無量光天。極光淨天       | 少淨天。無量淨天。遍淨天           | 無雲天。福生天。廣果天。無想天。無煩天。無熱天。善現天。善見天。色究竟天                       | 1. 順正理論所記餘別說 2. 出阿毘曇心論                                                                   |
| 十 八 天 | 梵眾天。梵輔天。大梵天                         | 少光天。無量光天。極淨光天       | 少淨天。無量淨天。遍淨天           | 無雲天。福生天。廣果天。無想天。無煩天。無熱天。善現天。善見天。色究竟天                       | 1. 經部師室利邏多作此說 2. 出十住毗婆沙論、瑜伽師地論、立世阿毘曇論                                     |
| 十 八 天 | 梵天、梵眾天、梵輔天、大梵天                   | 水行天、水微天、水無量天、水音天 | 約淨天、遍淨天、淨明天             | 守妙天、玄妙天、福德天、德純天、近際天、快見天、無結愛天                                       | 1. 出般泥洹經、大明度無極經                                                                             |
| 廿 一 天 | 梵天、梵世天、梵輔天、梵眾天、大梵天           | 光天、少光天、無量光天、光音天   | 淨天、少淨天、無量淨天、遍淨天     | 無陰行天、福生天、廣果天、無廣天、無熱天、妙見天、善見天、阿迦膩吒天                           | 1. 出小品般若經                                                                                         |
| 廿 一 天 | 梵眾天、梵輔天、梵會天、大梵天                 | 光天、少光天、無量光天、極光淨天 | 淨天、少淨天、無量淨天、遍淨天     | 廣天、少廣天、無量廣天、廣果天、無煩天、無熱天、善現天、善見天、色究竟天                       | 1. 出大般若經                                                                                           |
| 廿 二 天 | 梵身天、梵輔天、梵眾天、大梵天                 | 光天、少光天、無量光天、光音天   | 淨天、少淨天、無量淨天、遍淨天     | 嚴飾天、小嚴飾天、無量嚴飾天、嚴飾果實天、無想天、無造天，無熱天，善見天，大善見天，阿迦尼吒天 | 1. 法藏部作此說 2. 出舍利弗阿毘曇論 3. 出長阿含世記經（法藏部誦），及其異譯本起世經、起世因本經         |
| 廿 二 天 | 梵天。梵身天。梵輔天。梵眾天。大梵天           | 光天。少光天。無量光天。光音天   | 淨天。少淨天。無量淨天。遍淨天     | 廣天。少廣天。無量廣天。廣果天。無煩天。無熱天。善見天。善現天。色究竟天。                     | 1. 出華嚴經、道行般若經                                                                                 |
|          | 梵身天                                         | 光天。少光天。無量光天。光音天   | （淨天）。少淨天。無量淨天。遍淨天 | 廣果天。無煩天。無熱天。善現天。善見天。色究竟天。                                             | 1. 出中部（赤銅鍱部）                                                                                   |

## 五淨居天和色究竟天
四禪天當中的無煩天、無熱天、善現天、善見天及阿迦尼吒天為已經證得了三果或以上的生靈及大菩薩等已經解脱的佛陀所居，不再投生至其他道趣，故又稱「淨居天」（巴利語：Suddhāvāsa；梵語：Śuddhāvāsa）或「五不還天」。
色究竟天被認為位於色界天的最高處，相傳它是大自在天的居處。婆羅門教認為色究竟天是最高的涅槃之處。
色界之頂有摩酰首羅宮，是大自在天之宮殿，大自在天住於此處。大乘佛教以十地之菩薩將成佛時，於此變現淨土。望月信亨認為十地菩薩於此地變現淨土說，可能是從《阿含經》的阿那含生於五淨居天演變而來。

## 外部連結
- 漢魏六朝佛教「天堂」說 （页面存档备份，存于） 蕭登福